# Rafamet
Rafamet, pełna nazwa Fabryka Obrabiarek RAFAMET Spółka Akcyjna – spółka akcyjna notowana na Giełdzie Papierów Wartościowych w Warszawie. Producent tokarek dla kolejnictwa oraz wielkogabarytowych obrabiarek dla przemysłu ciężkiego.

## Historia
Obecna fabryka powstała w 1946 roku, początkowo działała pod nazwą RAFO. W 1992 Rafamet został przekształcony z przedsiębiorstwa państwowego w spółkę akcyjną. W 2002 roku Agencja Rozwoju Przemysłu przejęła pakiet 46,72% akcji spółki, a w roku 2023 zwiększyła swoje udziały do 93%. W dniu 23 grudnia 2024 roku zarząd spółki podjął decyzje o złożeniu wniosku o otwarcie postępowania sanacyjnego.